# Rybany
Rybany (in ungherese: Ribény) è un comune della Slovacchia facente parte del distretto di Bánovce nad Bebravou, nella regione di Trenčín.